# Choren Howhannisjan
Choren Howhannisjan, orm. Խորեն Հովհաննիսյան, ros. Хорен Георгиевич (Жораевич) Оганесян, Choren Gieorgijewicz (Żorajewicz) Oganiesian (ur. 10 stycznia 1955 w Erywaniu, Armeńska SRR) – ormiański piłkarz, najczęściej występujący w pomocy, były reprezentant Związku Radzieckiego, trener i działacz piłkarski.

## Kariera piłkarska

### Kariera klubowa
Wychowanek szkoły piłkarskiej w Erywaniu. Od 1974 związany z najlepszym i najbardziej utytułowanym klubem ormiańskim – Araratem Erywań, z którym zdobył Puchar ZSRR w 197. Szybko stał się liderem zespołu, a od 1980 pełnił funkcję kapitana. W 1985 opuścił Ararat Erywań przez co otrzymał nieoficjalny zakaz grania w zawodowych klubach. Występował wtedy w amatorskich klubach Spartak Oktemberian, Arabkir Erywań, Iskra Erywań. W 1989 powrócił do wielkiej piłki jako zawodnik Paxtakoru Taszkent. Z powstaniem niepodległej Armenii przeszedł no nowo stworzonego klubu Homenetmen Erywań, z którym został Mistrzem Armenii w 1992. Karierę piłkarską kończył w połowie lat dziewięćdziesiątych. Uznawany jest za najlepszego zawodnika w historii ormiańskiego futbolu.

### Kariera reprezentacyjna
Jako zawodnik Araratu 14 października 1979 zadebiutował w radzieckiej drużynie narodowej w meczu z Rumunią. Wystąpił na mistrzostwach świata w Hiszpanii w 1982. Wcześniej odnosił również sukcesy w rozgrywkach młodzieżowych i olimpijskich: w 1976 zdobył złoty medal Młodzieżowych Mistrzostw Europy, a w 1980 brązowy medal na Igrzyskach Olimpijskich w Moskwie. Ostatni mecz w barwach ZSRR rozegrał 10 października 1984. Ogółem rozegrał 34 oficjalne spotkania międzynarodowe i strzelił 6 bramek.

## Kariera trenerska
Pracę szkoleniową rozpoczął pod koniec lat 80. jako grający trener w Iskrze Erywań. Pracował w ukraińskiej Tawriji Symferopol, a następnie szkolił zawodników Araratu. Kilka lat spędził, pracując jako trener w Libanie. Przez pewien czas bez sukcesów prowadził reprezentację Armenii. Najdłużej pracował w Pjuniku Erywań: w połowie lat 90. był trenerem, a w latach 2000–2006 już w nowym Piuniku Erywań pełnił funkcję prezydenta klubu. Pod jego kierownictwem Pjunik pięciokrotnie sięgał po mistrzostwo Armenii, a trzykrotnie po puchar krajowy. Od 2003 Oganiesian opiekował się także reprezentacją Armenii U-17.